# Adesmia globosa
Adesmia globosa är en ärtväxtart som beskrevs av M.Davyt och Primavera Izaguirre de Artucio. Adesmia globosa ingår i släktet Adesmia och familjen ärtväxter. Inga underarter finns listade i Catalogue of Life.